# Зајлауф
Зајлауф (њем. Sailauf) општина је у њемачкој савезној држави Баварска. Једно је од 32 општинска средишта округа Ашафенбург. Према процјени из 2010. у општини је живјело 3.616 становника. Посједује регионалну шифру (AGS) 9671150.

## Географски и демографски подаци
Зајлауф се налази у савезној држави Баварска у округу Ашафенбург. Општина се налази на надморској висини од 200 метара. Површина општине износи 13,8 km². У самом мјесту је, према процјени из 2010. године, живјело 3.616 становника. Просјечна густина становништва износи 262 становника/km².